# كريستوفر أمير اليونان والدنمارك
كريستوفر أمير اليونان والدنمارك (باليونانية: Πρίγκιπας Χριστόφορος της Ελλάδας) (10 أغسطس 1888 - 21 يناير 1940) كان الابن الاصغر لجورج الأول ملك اليونان وزوجته أولغا كونستانتينوفنا دوقة روسيا.